# Anàlisi de sistemes
L'anàlisi de sistemes és la ciència encarregada d'analitzar els sistemes grans i complexos i la seva interacció entre ells. Aquesta àrea es troba molt relacionada amb la investigació operativa. També s'anomena anàlisi de sistemes a una de les etapes de construcció d'un sistema informàtic, que consisteix a rellevar la informació actual i proposar els trets generals de la solució futura.
Els sistemes en relació amb l'anàlisi de sistemes estan relacionats amb qualsevol camp com ara: processos industrials, administració, presa de decisions, processos, protecció del medi ambient, etc.